# Бордель фон Борделиус, Николай Евгеньевич
Николай Евгеньевич Бордель фон Борделиус (1859—1910) — русский военный деятель и педагог, генерал-майор, директор Ярославского кадетского корпуса (1906—1908).

## Биография
Родился 22 сентября (4 октября по новому стилю) 1859 года, происходил из дворянской семьи Курляндской губернии. Его отец — Евгений Васильевич (Вильгельмович) Бордель фон Борделиус был военным, удостоен ордена Святого Георгия 4-й степени.
В 1879 году Николай Евгеньевич окончил Михайловское артиллерийское училище, откуда был выпущен в Кавказскую гренадерскую артиллерийскую бригаду. В 1884 году окончил Михайловскую артиллерийскую академию и был определён по ведомству военно-учебных заведений. В 1887—1899 годах служил офицером-воспитателем в Тифлисском кадетском корпусе. В 1887 году получил чин капитана, в 1890 году — подполковника. С 1895 года — командир роты Тифлисского кадетского корпуса, с 1898 года — полковник.
В 1899—1902 годах Николай Евгеньевич находился в запасе, был председателем правления Апшеронского нефтяного общества. После открытия в мае 1902 года Владикавказского кадетского корпуса, вновь поступил на службу инспектором классов, где по 1906 год преподавал математику, был составителем учебника по элементарной алгебре, изданном в 1904 году во Владикавказе. В апреле 1906 получил звание генерал-майора, и в 1906—1908 годах работал — директором Ярославского кадетского корпуса. В 1908 году вышел в отставку и с 1909 года проживал в Санкт-Петербурге.
Николай Евгеньевич Бордель фон Борделиус был женат на княжне Елизавете Николаевне Кропоткиной (1870—1936), у них было четверо детей: Николай (1890—1922), Сергей (1892—1932), Евгений (1894—1938)
и Елизавета (Лилия, 1896—1931).
Умер 5 апреля (18 апреля по новому стилю) 1910 года в Могилёве (по другим данным в 1911 году).
Был награждён медалями и орденами Российской империи, в числе которых орден Святого Станислава (1903).